# Nathan Carter (piosenkarz)
Nathan Kane Tyrone Carter (ur. 28 maja 1990 w Liverpoolu) – brytyjsko-irlandzki piosenkarz.

## Życiorys
Urodził się w Liverpoolu, a wychował w Newry w Belfaście. Ma młodszego brata Jake’a, który również jest piosenkarzem. W dzieciństwie śpiewał piosenkę tradycyjną. W wieku dziesięciu lat wygrał konkurs muzyczny All Ireland Title for Traditional Singing.
W 2007 roku wydał debiutancki album studyjny, zatytułowany Starting Out. Od 2010 roku rokrocznie wydaje kolejne płyty studyjne: The Way You Love Me (2010), Time of My Life (2011), Wagon Wheel (2012), Where I Wanna Be (2013), Christmas Stuff (2014), Beautiful Life (2015), Stayin’ Up All Night (2016) i Livin’ the Dream (2017).
W grudniu 2015 roku był prowadzącym program The Nathan Carter Show.

## Dyskografia

### Albumy studyjne
- Starting Out’ (2007)
- The Way You Love Me (2010)
- Time of My Life (2011)
- Wagon Wheel (2012)
- Where I Wanna Be (2013)
- Christmas Stuff (2014)
- Beautiful Life (2015)
- Stayin’ Up All Night (2016)
- Livin’ the Dream (2017)

### Albumy koncertowe (DVD)
- The Live Show (2012)
- The Wagon Wheel Live Show (2013)
- Live at the Marquee (2015)